# گزا فیرواری
گِزا فیرواری (مجاری: Fejérváry Géza; زاده ۱۵ مارس ۱۸۳۳ – درگذشته ۲۵ آوریل ۱۹۱۴) سیاستمدار اهل مجارستان بود. وی از ۱۸ ژوئن ۱۹۰۵ تا ۸ آوریل ۱۹۰۶ نخست‌وزیر پادشاهی مجارستان بود.